# Mira (Portugal)
Mira is een gemeente in het Portugese district Coimbra.
De gemeente heeft een totale oppervlakte van 124 km² en telde 13.144 inwoners in 2004.

## Plaatsen in de gemeente
- Carapelhos
- Mira
- Praia de Mira
- Seixo